# Johann Abraham Peter Schulz

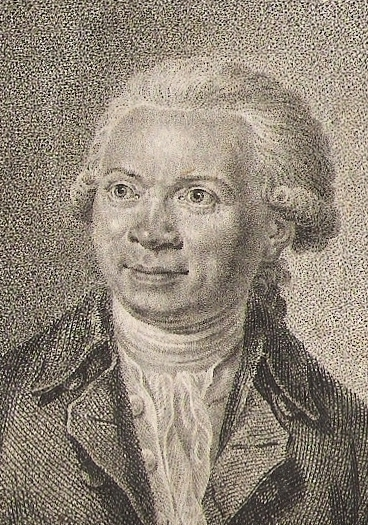
Johann Abraham Peter Schulz

Johann Abraham Peter Schulz, (Lüneburg, 31 maart 1747 – Schwedt, 10 juni 1800) was een in Duitsland geboren componist, auteur en dirigent.
Schulz reisde in 1768 naar Oostenrijk, Frankrijk en Italië en keerde in 1773 terug naar Berlijn, waar hij met Kirnberger samenwerkte bij het schrijven van de Kirnberger und Schulzer encyclopedia.
Hij was dirigent aan het Franse theater in Berlijn  1776–1778 en van 1780–1787 hofcomponist van Prins Heinrich van Pruisen, vervolgens aan het Deense hof in Kopenhagen tot zijn terugkeer in Duitsland in 1795.

## Werken
Zijn oeuvre behelst onder meer:
- De Franse opera's Clarisse, La Fée Urgèle op tekst van Voltaire, Le Barbier de Séville op tekst van Beaumarchais en Aline, reine de Golconde
- Het Duitse melodrama Minona
- Incidentele muziek voor Racine's toneelstuk Athalie
- De religieuze composities Christi Tod, Maria und Johannes en andere.

### Kamermuziek
- Lieder im Volkston en vele andere liederen.
- Largo voor glasharmonica

- Bibsys: 90949394
- Biblioteca Nacional de España: XX1637620
- Bibliothèque nationale de France: cb14815193m (data)
- Catàleg d'autoritats de noms i títols de Catalunya: 981058515581506706
- Gemeinsame Normdatei: 118762494
- International Standard Name Identifier: 0000 0001 2029 0787
- Library of Congress Control Number: no97015275
- Nationale Bibliotheek van Letland: 000044433
- MusicBrainz: 4f0f8049-c85b-47d0-bb39-9a41bdb0b4ce
- Nationale Bibliotheek van Tsjechië: jx20080623011
- Nationale Bibliotheek van Israël: 987007267856105171
- Nederlandse Thesaurus van Auteursnamen: 099907259
- Istituto Centrale per il Catalogo Unico: MUSV059931
- LIBRIS: 206462
- SNAC: w6kw69qg
- Système universitaire de documentation: 080647103
- Trove: 1111216
- Virtual International Authority File: 78784476
- WorldCat: E39PBJhH7GfF7pfT86Jmr8wt8C